# Ведмежий Яр (хутір)
Ведмежий Яр (рос. Медвежий Яр) — колишній хутір у Новочарторійській волості Новоград-Волинського і Полонського повітів Волинської губернії та Новочорторийській і Старочорторийській сільських радах Любарського району Житомирської та Бердичівської округ.

## Населення
У 1923 році кількість населення становила 24 особи, дворів — 2.
Відповідно до перепису населення СРСР 17 грудня 1926 року, чисельність населення становила 24 особи, з них 16 чоловіків та 8 жінок; етнічний склад: українців — 24. Кількість домогосподарств — 5.

## Історія
Заснований 1903 року. До 1917 року входив до складу Новочарторійської волості Новоград-Волинського повіту Волинської губернії.
У березні 1921 року, в складі волості, переданий до новоствореного Полонського повіту Волинської губернії. У 1923 році увійшов до складу новоствореної Новочорторийської сільської ради, яка, 7 березня 1923 року, включена до складу новоутвореного Любарського району Житомирської округи. Розміщувався за 12 верст від районного центру, міст. Любар, та 2 версти від центру сільської ради, с. Нова Чортория.
17 червня 1925 року Любарський район передано до складу Бердичівської округи. У 1926 році хутір підпорядковано Старочорторийській сільській раді Любарського району. Відстань до центру сільської ради, с. Стара Чортория — 1,5 версти, до районного центру, міст. Любар — 12 верст, до окружного центру, в Бердичеві — 80 верст, до найближчої залізничної станції, Печанівка — 12 верст.
Знятий з обліку до 1 жовтня 1941 року.